# Gatas Brilhantes H.P.
Gatas Brilhantes H.P.（ガッタス・ブリリャンチス・エイチピー）は、女性タレントグループ「ハロー!プロジェクト」（ハロプロ）のメンバー等で構成されるフットサルのチームである。2015年3月に活動を休止した。
名称の由来はポルトガル語で、「輝ける猫たち（素晴らしい女性たち、の意）」に、「ハロー!プロジェクト」を現す「H.P.」を加えたものである。略称は、「ガッタス」。

## 特徴
芸能人女子フットサルのパイオニアである。日本サッカー協会が2002 FIFAワールドカップ後、女子サッカー・フットサル普及活動を行っているが、その一環として全面協力している。歌による協力ではなく、実際にチームを結成し、試合を行うことで、普及活動に貢献している。AFC女子サッカーオリンピック予選2004の組み合わせ抽選会のドロアーに抜擢されるなど、多方面で活動している。そのため、サッカー日本女子代表「なでしこジャパン」とは交流が多い。
総選手数は2012年7月現在、発足時（2003年）からのメンバー3名、その後2004年に追加されたメンバー2名、2007年にリトルガッタスから昇格した2名、同年6月にハロプロエッグから加入した1名、8月にオーディションで合格した2名、2009年5月にオーディションで合格した1名、2012年1月にアップアップガールズ（仮）から加入した4名、同年7月に加入した1名の計16名である。
「Gatas Brilhantes H.P.」と「ガッタス ブリリャンチス H.P.」はアップフロントグループの登録商標（登録番号第4817904号）で、存続満了日は2014年である。

## 略歴

### 2003年
- 9月9日、ハロー!プロジェクトフットサル宣言を行った。当時の参加メンバーはモーニング娘。の飯田圭織・高橋愛・紺野あさ美、カントリー娘。の里田まい・あさみ・みうな、メロン記念日の柴田あゆみ・斉藤瞳・村田めぐみ・大谷雅恵と後藤真希・松浦亜弥の12名で、当初は『Hello! Project SPORTS FESTIVAL 2003』までの期間限定の活動の予定だった。
- 9月10日、フットサルテクニカルアドバイザーのセルジオ・サッポや元東京ヴェルディ1969の北澤豪らの指導の下にハロー!プロジェクト・キッズを除く当時のハロプロメンバー全員による練習を実施した。以降、約2か月に亘って週2回以上のペースで行われた。
- 10月29日、第1回メンバー選抜実施（モーニング娘。の吉澤ひとみ・石川梨華・辻希美・紺野あさ美・小川麻琴、カントリー娘。の里田まい・あさみ・みうな、メロン記念日の柴田あゆみ・斉藤瞳と後藤真希・松浦亜弥の12名）。日本サッカー協会へ選手登録を申請し、11月7日にフットサル選手登録証が日本サッカー協会から渡された。
- 10月、フットサル日本代表監督に就任したセルジオ・サッポに替わり、北澤豪が正式に監督就任した。
- 11月16日、『Hello! Project SPORTS FESTIVAL 2003』が大阪ドームで行われ、「ハロプロ選抜」としてL・リーグ所属「スペランツァF.C.高槻」のフットサルチームと対戦したが、結果0-7で敗戦した。
- 11月22日、同イベントで「ハロプロ選抜」は舞台を東京ドームに移して「十城クラブ」と対戦したが、結果2-9で敗戦した。
- 12月14日、日本サッカー協会より協会主催の公式戦出場が承認された。

### 2004年
- 1月20日、チーム名が『Gatas Brilhantes H.P.』に決定。監督は北澤、キャプテンは吉澤に決定した。また、都大会への参加が決定した。
- 2月、藤本美貴と大谷雅恵が加入した。
- 3月27日、『第4回東京都女子フットサル大会』に出場。予選グループHで「筑波大学附属高校サッカークラブ」、「小金井SC」と対戦したが、それぞれ0-10、0-9で敗戦した。同日の試合終了後に小川麻琴・松浦亜弥・大谷雅恵がチームを離脱した。
- 4月、『ハロプロ エッグ オーディション2004』を開催し、フットサル研修生を募集すると発表した。
- 4月12日、アテネ五輪アジア予選に挑むサッカー日本女子代表「なでしこジャパン」合宿地を吉澤・石川・藤本・柴田・後藤が表敬訪問した。
- 8月、ハロプロ エッグ オーディション2004よりフットサル研修生が4名合格した[3]。また、公式サイトがオープンした。
- 8月14・15日、アテネ五輪に出場するサッカー日本女子代表「なでしこジャパン」の応援イベントとして『お台場カップ』が行われた。この大会にはフジテレビ女子アナウンサーチーム・吉本興業・ホリプロなどが参加した。今大会よりハロプロ エッグ オーディション2004合格者である是永美記と川島幸がチームに加入した。初日の予選リーグでは初戦のフジテレビ女子アナウンサーチーム「リアリー?マドリッド」戦でチーム創設以来初勝利を収め、2勝1敗でBグループの2位で決勝リーグに進出する。2日目の決勝リーグは2勝1分で総合優勝した。
- 10月、ハロー!プロジェクトキッズを中心とした「ガッタスユースチーム」が始動した。
- 10月18日、『EXPOカップ』が愛知県体育館で行われ優勝した。
- 11月、レイナルドがコーチとして加わった。

### 2005年
- 3月14日、『フジテレビ739カップ』が駒沢体育館で行われ、結果は準優勝であった。また同日より携帯電話向け公式サイト「ポケットモーニング娘。」で「紺野あさ美のガッタス日記」の配信を開始した。
- 3月28日、講談社「ワールドカップ」プロジェクトオフィシャルアンバサダーに就任し、吉澤・藤本・紺野・里田・柴田が記者発表に参加した。
- 4月7日、副キャプテンに藤本が指名された。
- 5月23日、『第2回フジテレビ739カップ』が駒沢体育館で行われ、優勝した。
- 6月12・13日、静岡市のJ-STEPで強化合宿を実施した。
- 7月2日、JWord3周年記念『ガールズ フットサルクリニック with ガッタス ブリリャンティスH.P.』が千葉県内のフットサルコートで行われた。
- 7月16日、初めてすかいらーくグループフットサルスタジアム&カフェ「ガッタスカフェ」をお台場冒険王内にオープンした。以降、毎年夏にオープンしていた。
- 7月26日、『第1回すかいらーくCUP』が代々木第一体育館で行われ、4度目の公式戦優勝を果たした。
- 8月6・7・13・14日、女子フットサル公式戦『すかいらーくグループ冒険王リーグ』がお台場で行われ、9勝4敗3分で2位となり決勝トーナメント進出を決めた。
- 8月30日、同大会決勝トーナメントでは決勝戦で敗れ、2年連続優勝にはならなかった。
- 9月14日、本チームのこれまでの軌跡をDVD化した『万才!フットサル』が発売された。また、後藤真希とハロプロエッグの川島幸がチームから離脱した。
- 10月20日、女子フットサル公式戦『第2回すかいらーくグループCUP〜炎のサバイバルトーナメント〜』が駒沢体育館で行われ優勝した。またフジテレビ主催の全国開催の年間リーグ戦『スフィアリーグ』への参加が発表された。
- 12月15日、『スフィアリーグ1stステージ』が駒沢体育館で行われ、準決勝で敗退した。

### 2006年
- 1月18日、アディダス主催の『ベストジャージスト賞』で本チームが特別賞を受賞した。授賞式には吉澤・石川・藤本の3人が参加した。
- 2月23日、『スフィアリーグ2ndステージ』が駒沢体育館で行われ、優勝した。
- 3月19日、『Hello! Project SPORTS FESTIVAL 2006』がさいたまスーパーアリーナで行われ、「十条FC」と対戦し敗戦した。同試合終了後に斉藤瞳がチームから離脱した。
- 4月6日、『スフィアリーグ3rdステージ』が愛知県体育館で行われ、準決勝で敗退した。
- 4月11日、日本サッカー協会でフットサル4級審判の講習会を受講した。
- 4月16日、アディダス公式サイトのフットサルページに吉澤・藤本・石川・辻・里田が広告塔として出演した。
- 4月17日、2006 FIFAワールドカップ公式ガイドブック刊行記念の記者会見が行われ、吉澤・藤本・紺野・辻・柴田と「Carezza」のメンバーが参加した。
- 5月11日、『スフィアリーグ4thステージ』が代々木第一体育館で行われ、決勝で敗退した。
- 5月18日、日本サッカー協会でフットサル4級審判の実技講習を受け、4級審判員資格を取得した。
- 7月6日、『第1回グッドウィルカップ』の予選が駒沢屋内球技場で行われ、首位で決勝トーナメントに進出した。
- 7月13日、同大会の決勝トーナメントが駒沢体育館で行われ、1回戦で敗戦した。
- 7月16日、ハロー!プロジェクトは韓国からの留学生としてシンミンを受け入れると発表した。シンミンは「Gatas Brilhantes H.P.での活動をメインにハロー!プロジェクトを体験する」としている（留学期間は同年8月末日まで）。
- 7月20日、お台場冒険王において公開練習及びファン交流イベントが行われた。この日が紺野あさ美の本チームとしての最終活動となった（2007年に復帰）。また、2005年3月14日から配信されていた「紺野あさ美のガッタス日記」も同日をもって終了した。また、この公開練習からシンミンが参加し、お披露目が行われた。
- 8月10日、『すかいらーくグループ スーパーチャレンジカップ お台場冒険王』が行われ、スフィアリーグ選抜チームに本チームからあさみ・里田・みうなが参加したが、予選敗退となった。
- 8月29日、『すかいらーくグループリーグ in お台場冒険王 “真夏の女王”決定戦』の予選グループEがお台場冒険王冒険ランドすかいらーくスタジアムで行われ、1勝1敗1分で3位となり、予選敗退となった。
- 8月30日、同大会の予選グループFが行われ、1勝2敗で4位となり予選敗退となった。
- 10月17日、『スフィアリーグ5thステージ』が有明コロシアムで行われ、準決勝で敗退した。
- 11月12日、『フットサルフェスタin湘南大会』が藤沢市秩父宮記念体育館で行われ、石川と辻が特別ゲストとして参加した。
- 11月30日、『スフィアリーグ6th（ファイナル）ステージ』が有明コロシアムで行われ、決勝戦で敗退した。この結果、スフィアリーグ年間ポイントは20で「TEAM dream」と並ぶも、得失点差で2位となった。
- 12月15日、『SPHERE LEAGUE Award2006』がフジテレビで行われ、本チームが参加した。ベスト5全員がメンバーから選出されたのを始め、吉澤がMIP、是永が得点王、あさみがベストパフォーマンス賞と功労賞、みうなが功労賞に選ばれた（詳細は個人成績を参照）。
- 12月23日、この日をもって本チームがスフィアリーグを脱退した。

### 2007年
- 1月26日、「Carezza」と練習試合を行い、0-3で敗戦となった。この試合をもってあさみとみうながチームから離脱した。
- 3月12日、公式サイトで新メンバーオーディションを行うことを発表した。
- 3月18日、Jリーグチーム「徳島ヴォルティス」のイベントに辻・里田・是永が参加し、徳島県内の小学生チームとエキシビションマッチなどを行った。
- 3月26日、脱退したスフィアリーグに代わるリーグとして『すかいらーくグループリーグ -Futsal League For Working Lady-』を発足させ、開催する事を発表した。
- 4月23日、新リーグ発足の記者発表会に吉澤と藤本が参加した。またリトルガッタスからの昇格となる新メンバー9人（清水佐紀・矢島舞美・須藤茉麻・鈴木愛理・中島早貴・夏焼雅・梅田えりか・徳永千奈美・武藤水華）の加入が発表された。
- 5月12日、『すかいらーくグループリーグ ガストステージ』が幕張メッセイベントホールで行われ、2敗1分の最下位となった。またこの大会からアマラオがコーチとして参加するとともに、同大会中に行われたリトルガッタスの紅白戦で活躍した岡井千聖が本チームに緊急昇格した。
- 6月19日、2006年7月に引退していた紺野あさ美が本チームに復帰した。またハロプロエッグから能登有沙・真野恵里菜・仙石みなみ・澤田由梨が加入した。
- 8月2日、『すかいらーくグループ冒険王CUP1stステージ』がお台場冒険王の冒険ランドすかいらーくグループフットサルスタジアムで行われ、グループ2位となり決勝リーグに進出できなかった。
- 8月14日、同大会2ndステージが同地で行われ、グループ3位となり決勝リーグに進出できなかった。この大会から澤田がゴレイロとして選手登録された。
- 8月17日、『すかいらーくグループチャレンジCUP冒険王大会』が同地で行われ、本チームが大会の審判とエキシビジョンマッチを行った。
- 8月18日、『すかいらーくグループリーグ バーミヤンステージ 1stステージ』が同地で行われ、2勝1敗で2位に終わった。
- 8月21日、同大会2ndステージが同地で行われ、2勝1分で約1年半ぶりに優勝を収めた。
- 8月31日、同地で行われたファン交流イベントで、3月に発表された新メンバーオーディションの合格者4名（藤咲由美・永井沙紀・菅原佳奈枝・深谷愛）がお披露目された。
- 9月12日、「音楽ガッタス」名義でデビューシングル『鳴り始めた恋のBELL』を発売した。メンバーは吉澤・石川・里田・紺野・是永・能登・真野・仙石・武藤・澤田の10名で、モーニング娘。誕生10年記念隊に続くドラリオンのイメージソングに起用された。以降の音楽ガッタスの活動については音楽ガッタスを参照。
- 9月16日、千葉市蘇我球技場で開催された「ひまわりフェスティバル」で、吉澤・里田・是永・紺野・北澤・アマラオが参加するフットサルクリニックが行われた。
- 12月24日、『すかいらーくグループチャレンジCUP』第2回大会がFUTSAL POINT SALU川崎で行われ、本チームが大会の審判とエキシビジョンマッチを行った。
- 12月27日、リトルガッタスから新メンバー2人（萩原舞・有原栞菜）の加入が発表された。

### 2008年
- 1月14日、『すかいらーくグループチャレンジCUP』第3回大会が同地で行われ、本チームが大会の審判とエキシビジョンマッチを行った。
- 1月20日、『すかいらーくグループリーグ ジョナサンステージ』が東京国際展示場で行われ、決勝で敗退し準優勝となった。
- 3月9日、『すかいらーくグループチャレンジCUP』第4回大会がFUTSAL POINT SALU川崎で行われ、本チームが大会の審判とエキシビジョンマッチを行った。
- 3月12日、『すかいらーくグループリーグ 夢庵ステージ』が駒沢体育館で行われ、優勝を果たした。
- 4月6日、『すかいらーくグループリーグ 最強決定トーナメント』が有明コロシアムで行われ、決勝で敗退し準優勝となった。
- 8月1日、公式サイトのリニューアル時に選手プロフィールから梅田えりか、夏焼雅、真野恵里菜の3名が外れた（背番号の無い、嗣永桃子、熊井友理奈、菅谷梨沙子の3名も外れた）。
- 8月9日、『Gatas CUP 1st Round』を開催・参加し、1勝1敗1分で3位となった。
- 8月10日、『Gatas CUP 2nd Round』を開催・参加し、3戦全勝で優勝を果たした。
- 8月29日、『ザ・冒険王2008 レディースフットサル大会』に参加し、3勝1敗1分で3位となった。

### 2009年
- 1月22日、萩原舞、有原栞菜、徳永千奈美、鈴木愛理、須藤茉麻の5名がチームを離脱することが発表された[4]。
- 3月31日、Berryz工房・℃-ute・ハロプロエッグ所属のメンバーを除いてハロー!プロジェクトを卒業。
- 5月28日、公式サイトにて矢口めぐみの加入が発表された[5]。
- 5月31日、新メンバーを加えて『第1回SURUGA Bank CUP フットサルフェスタ』に参戦し、3勝1敗1分で準優勝となった。
- 12月26日、『第2回SURUGA Bank CUP フットサルフェスタ』に参戦し、最下位となった。

### 2010年
- 4月28日、練習試合後に柴田あゆみがチームを卒業することが発表された[6]。
- 11月7日、『第3回SURUGA Bank CUP フットサルフェスタ』に参戦し、2勝3敗となった。

### 2011年
- 3月31日、紺野あさ美がチームを卒業した[7]。
- 10月、沖縄県の豊崎美らSUNビーチで行われた『第1回マリンカップin沖縄』のビーチサッカー大会に出場し優勝した[8][9]。

### 2012年
- 1月1日、公式サイトがリニューアルされ、以下の事項が発表された。また、選手プロフィールから清水佐紀・中島早貴・能登有沙・岡井千聖の4名が外れた。
  - 9月9日に結成10周年を迎えることから「ガッタス10周年記念プロジェクト」をスタートさせること[10]。公式サイトリニューアルは同プロジェクトの第1弾である[10]。
  - 新メンバーとして、アップアップガールズ（仮）の古川小夏・森咲樹・佐藤綾乃・佐保明梨が加入すること[10]。
- 2月1日、駒沢体育館で公開練習を行い[11]、東京都女子フットサルリーグ「女子エントランスリーグ」に参加することを発表した[12][13]。
- 3月31日、里田まいがチームを卒業した[14]。
- 4月18日、この日の練習より岡井千聖がチームに復帰した[15][16][17]。
- 4月29日、TOKYO FM HALLにて、『Gatas Brilhantes H.P. サポーターミーティング2012春』が行われ[18]、古川(20)[19]・佐藤(21)[20]・佐保(24)[21]・森(31)[22] の背番号がそれぞれ発表された。
- 7月5日、尾野里紗の加入が発表された[23]。
- 7月7日、この日より2012年度 第4回東京都女子エントランスリーグ 女子エントランスBに参加した[24]。結果は5勝3敗（勝ち点15）で、4位となった[25]。

### 2013年
- 5月3日、この日より2013年度第5回東京都女子エントランスBリーグに参加している[26]。最終結果は8位（レギュラーシーズン3勝4敗（勝ち点9）、順位決定戦敗戦）。

### 2015年
- 2月9日、同年3月をもって活動を休止することが発表された[1]。
- 3月7日、11年半に亘った活動の休止を報告する『Gatas Brilhantes H.P.ファンイベント』が横浜で開催された。このイベントにてエキシビジョンマッチが2試合行われ、「南葛シューターズ」には2-2で引き分け、「スフィアリーグ選抜」には2-1で勝利した[27]。
- 3月15日、最後の試合となる[1]『第7回 高橋陽一 Presentsチャリティーフットサル大会 〜がんばろう日本！〜』に出場し、4位となった[28]。

## メンバー
2012年7月現在

### 監督・コーチ
| 役職     | 名前       | 備考 |
| -------- | ---------- | --- |
| 監督     | 北澤豪     | 日本サッカー協会国際委員、JICAオフィシャルサポーター、日本スポーツマスターズシンボルメンバー、 元日本代表サッカー選手、元Jリーグ東京ヴェルディ1969選手 |
| コーチ   | 藤井健太   | 元Fリーグ「ペスカドーラ町田」所属 |
| コーチ   | 安彦考真   | 元大宮アルディージャ通訳 |
| コーチ   | 藤井安奈   | 元FUN Ladies所属 |
| GKコーチ | 古庄亨     | 元Fリーグ「ペスカドーラ町田」所属 |
| 元コーチ | 相根澄     | JFAアンバサダー、元Fリーグ「ペスカドーラ町田」所属 |
| 元コーチ | レイナルド | 中京高校サッカー部ヘッドコーチ、元Jリーグ湘南ベルマーレ・ヴェルディ川崎選手                                                                            |
| 元コーチ | アマラオ   | JFAアンバサダー、元JリーグFC東京・湘南ベルマーレ選手                                                                                                   |

### 選手
| 背番号                 | 背番号     | 背番号     | 背番号     | 背番号      | 背番号     | ポジション | 名前       | 所属                                    | 所属                                     | 備考 |
| ---------------------- | ---------- | ---------- | ---------- | ----------- | ---------- | ---------- | ---------- | --------------------------------------- | ---------------------------------------- | --- |
| 結成 -                 | 2004 2月 - | 2005 7月 - | 2007 4月 - | 2007 12月 - | 2012 4月 - | ポジション | 名前       | 所属                                    | 所属                                     | 備考 |
| 12                     | 1          | 1          | 1          | 1           | 1          | ゴレイロ   | 辻希美     | M-line club                             | ソロ                                     | 公式戦でFPとして出場経験あり（活動休止中）                                                                             |
| -                      | 6          | 6          | 6          | 6           | 6          | ピヴォ     | 藤本美貴   | M-line club                             | ソロ ドリームモーニング娘。              | 副キャプテン |
| -                      | 23         | 7          | 7          | 7           | 7          | アラ       | 是永美記   | 音楽ガッタス                            | 音楽ガッタス                             | 臨時でGKを務めた経験あり                                                                                               |
| 2                      | 9          | 9          | 9          | 9           | 9          | アラ       | 石川梨華   | M-line club                             | ソロ 音楽ガッタス ドリームモーニング娘。 | |
| 5                      | 10         | 10         | 10         | 10          | 10         | アラ       | 吉澤ひとみ | M-line club                             | ソロ 音楽ガッタス ドリームモーニング娘。 | キャプテン |
| -                      | -          | -          | 17         | 17          | 17         | アラ       | 矢島舞美   | ハロプロ                                | ℃-ute                                    | リトルガッタスの副キャプテン                                                                                           |
| -                      | -          | -          | -          | -           | 18         | FP         | 尾野里紗   | -                                       | -                                        | 2012年7月加入。 |
| -                      | -          | -          | -          | -           | 20         | FP         | 古川小夏   | アップアップガールズ（仮）              | アップアップガールズ（仮）               | 2012年1月加入。 |
| -                      | -          | -          | -          | -           | 21         | FP         | 佐藤綾乃   | アップアップガールズ（仮）              | アップアップガールズ（仮）               | 2012年1月加入。 |
| -                      | -          | -          | -          | -           | 24         | FP         | 佐保明梨   | アップアップガールズ（仮）              | アップアップガールズ（仮）               | 2012年1月加入。 |
| -                      | -          | -          | 26         | 26          | 26         | アラ       | 岡井千聖   | ハロプロ                                | ℃-ute                                    | リトルガッタス。2012年1月、公式サイトの選手プロフィール から外れたが、同年4月18日に復帰。                              |
| -                      | -          | -          | -          | 28          | 28         | アラ       | 仙石みなみ | 音楽ガッタス アップアップガールズ（仮） | 音楽ガッタス アップアップガールズ（仮）  | |
| -                      | -          | -          | -          | -           | 31         | FP         | 森咲樹     | アップアップガールズ（仮）              | アップアップガールズ（仮）               | 2012年1月加入。 |
| -                      | -          | -          | -          | 32          | 32         | アラ       | 永井沙紀   | オーディション合格組                    | オーディション合格組                     | |
| -                      | -          | -          | -          | 33          | 33         | ピヴォ     | 菅原佳奈枝 | オーディション合格組                    | オーディション合格組                     | |
| -                      | -          | -          | -          | 34          | 34         | ゴレイロ   | 矢口めぐみ | オーディション合格組                    | オーディション合格組                     | |
| 過去に所属していた選手 |            |            |            |             |            |            |            |                                         |                                          | |
| 3                      | 2          | -          | -          | -           | -          | ピヴォ     | 小川麻琴   | M-line club                             | 元モーニング娘。 ドリームモーニング娘。  | 結成 - 2004年3月27日の公式戦まで在籍                                                                                   |
| 8                      | 3          | 3          | 3          | 3           | -          | アラ       | 柴田あゆみ | 元メロン記念日                          | 元メロン記念日                           | 結成 - 2010年4月28日の練習試合まで在籍。 吉澤・藤本・石川不在時に臨時キャプテンの経験あり 2014年11月23日の公式戦に出場 |
| 4                      | 4          | 4          | -          | -           | -          | フィクソ   | みうな     | 元カントリー娘。                        | 元カントリー娘。                         | 結成 - 2007年1月26日の練習試合まで在籍                                                                                 |
| -                      | 5          | -          | -          | -           | -          | アラ       | 大谷雅恵   | 元メロン記念日                          | 元メロン記念日                           | 2004年2月 - 3月27日の公式戦まで在籍                                                                                    |
| 11                     | 7          | -          | -          | -           | -          | アラ       | 松浦亜弥   | ソロ                                    | ソロ                                     | 結成 - 2004年3月27日の公式戦まで在籍                                                                                   |
| 10                     | 8          | 8          | -          | -           | -          | アラ       | あさみ     | 元カントリー娘。                        | 元カントリー娘。                         | 結成 - 2007年1月26日の練習試合まで在籍                                                                                 |
| 7                      | 11         | 11         | 11         | 11          | -          | フィクソ   | 里田まい   | カントリー娘。 音楽ガッタス             | カントリー娘。 音楽ガッタス              | 結成 - 2012年3月31日まで在籍 Sapporo CERBIESの名誉キャプテンを兼任していた                                             |
| 1                      | 12         | 12         | 12         | 12          | -          | ゴレイロ   | 紺野あさ美 | M-line club                             | 元音楽ガッタス                           | 2006年7月20日まで在籍して一旦引退したが、 2007年6月に復帰（2011年3月31日まで）                                         |
| 6                      | 13         | 13         | -          | -           | -          | アラ       | 斉藤瞳     | 元メロン記念日                          | 元メロン記念日                           | 結成 - 2006年3月19日の十条FC戦まで在籍                                                                                 |
| 9                      | 14         | 14         | -          | -           | -          | フィクソ   | 後藤真希   | ソロ                                    | ソロ                                     | 結成から在籍、2005年は出場実績なく9月14日に正式離脱                                                                    |
| -                      | 15         | 15         | -          | -           | -          | アラ       | 川島幸     | ハロプロ                                | 元ハロプロエッグ                         | 2004年のお台場カップから在籍、 2005年は3月の第1回739カップに出場、 9月14日に正式離脱                                   |
| -                      | -          | -          | -          | 14          | -          | アラ       | 萩原舞     | ハロプロ                                | ℃-ute                                    | リトルガッタス。2009年1月22日に離脱発表                                                                                |
| -                      | -          | -          | -          | 15          | -          | アラ       | 有原栞菜   | ハロプロ                                | 元℃-ute                                  | リトルガッタス。2009年1月22日に離脱発表                                                                                |
| -                      | -          | -          | 16         | 16          | -          | アラ       | 清水佐紀   | ハロプロ                                | Berryz工房                               | リトルガッタスのキャプテン。 2012年1月、公式サイトの選手プロフィールから外れる                                         |
| -                      | -          | -          | 18         | 18          | -          | アラ       | 梅田えりか | ハロプロ                                | 元℃-ute                                  | リトルガッタス。元ゴレイロ登録。 2008年8月、公式サイトの選手プロフィールから外れる                                     |
| -                      | -          | -          | 19         | 19          | -          | ゴレイロ   | 須藤茉麻   | ハロプロ                                | Berryz工房                               | リトルガッタス。2009年1月22日に離脱発表                                                                                |
| -                      | -          | -          | 20         | 20          | -          | アラ       | 徳永千奈美 | ハロプロ                                | Berryz工房                               | リトルガッタス。2009年1月22日に離脱発表                                                                                |
| -                      | -          | -          | 21         | 21          | -          | アラ       | 夏焼雅     | ハロプロ                                | Berryz工房                               | リトルガッタス。2008年8月、公式サイトの選手プロフィールから外れる                                                      |
| -                      | -          | -          | 22         | 22          | -          | アラ       | 中島早貴   | ハロプロ                                | ℃-ute                                    | リトルガッタス。2012年1月、公式サイトの選手プロフィールから外れる                                                      |
| -                      | -          | -          | -          | 23          | -          | アラ       | 能登有沙   | アップフロントエッグ 音楽ガッタス       | アップフロントエッグ 音楽ガッタス        | 2012年1月、公式サイトの選手プロフィールから外れる                                                                      |
| -                      | -          | -          | 24         | 24          | -          | アラ       | 鈴木愛理   | ハロプロ                                | ℃-ute                                    | リトルガッタス。2009年1月22日に離脱発表                                                                                |
| -                      | -          | -          | 25         | 25          | -          | アラ       | 武藤水華   | ハロプロ                                | 元ハロプロエッグ                         | 2007年4月リトルガッタスから昇格。2008年4月30日に脱退                                                                   |
| -                      | -          | -          | -          | 27          | -          | アラ       | 真野恵里菜 | ハロプロ                                | ソロ                                     | 2008年8月、公式サイトの選手プロフィールから外れる                                                                      |
| -                      | -          | -          | -          | 29          | -          | ゴレイロ   | 澤田由梨   | ハロプロ M-line club                    | 元ハロプロエッグ 元音楽ガッタス          | 2009年8月30日に脱退 |
| -                      | -          | -          | -          | 30          | -          | ゴレイロ   | 深谷愛     | オーディション合格組                    | オーディション合格組                     | |
| -                      | -          | -          | -          | 31          | -          | アラ       | 藤咲裕美   | オーディション合格組                    | オーディション合格組                     | |

上記以外に背番号は無いものの、嗣永桃子・熊井友理奈・菅谷梨沙子の3人についても2007年4月リトルガッタスから昇格し、2008年8月まで公式サイトにおいてメンバーとして掲載されていた。

### キャプテン・副キャプテン

#### キャプテン
- 初代・吉澤ひとみ（2004年1月20日 - ）

#### 副キャプテン
- 初代・藤本美貴（2004年4月7日 - ）

## スポンサー
2008年8月現在「日本航空」と「すかいらーく」がスポンサー。このうち「すかいらーく」は多くの大会を主催している。

## チーム成績

### 全対戦詳細表
| 対戦日        | 場所名                                                          | 大会名                                                                                            | 相手チーム名                                 | 結果   | 結果         |
| 2003年        | 2003年                                                          | 2003年                                                                                            | 2003年                                       | 2003年 | 2003年       |
| ------------- | --------------------------------------------------------------- | ------------------------------------------------------------------------------------------------- | -------------------------------------------- | ------ | ------------ |
| 11月16日      | 大阪ドーム                                                      | Hello! Project SPORTS Festival 2003 in OSAKA                                                      | スペランツァF.C.高槻                         | ●      | 0-7          |
| 11月22日      | 東京ドーム                                                      | Hello! Project SPORTS Festival 2003 in TOKYO                                                      | 十城クラブ                                   | ●      | 2-9          |
| 2004年        |                                                                 |                                                                                                   |                                              |        |              |
| 3月27日       | 府中市立体育館                                                  | 第4回東京都女子フットサル大会                                                                     | 筑波大学附属高校サッカークラブ               | ●      | 0-10         |
| 3月27日       | 府中市立体育館                                                  | 第4回東京都女子フットサル大会                                                                     | 小金井サッカークラブ                         | ●      | 0-9          |
| 8月14日       | お台場 冒険ランド・特設サッカースタジアム                       | 女子フットサル公式戦「お台場カップ」 予選リーグ・B組 ※1                                           | 予選リーグ 第1戦 リアリー?マドリッド         | ○      | 3-0          |
| 8月14日       | お台場 冒険ランド・特設サッカースタジアム                       | 女子フットサル公式戦「お台場カップ」 予選リーグ・B組 ※1                                           | 予選リーグ 第2戦 アンマリアトーレ            | ○      | 2-1          |
| 8月14日       | お台場 冒険ランド・特設サッカースタジアム                       | 女子フットサル公式戦「お台場カップ」 予選リーグ・B組 ※1                                           | 予選リーグ 第3戦 よしもとマラティニーコ      | ●      | 0-2          |
| 8月15日       | お台場 冒険ランド・特設サッカースタジアム                       | 女子フットサル公式戦「お台場カップ」 決勝リーグ ※2                                                | 予選A組1位 Carezza                           | ○      | 1-0          |
| 8月15日       | お台場 冒険ランド・特設サッカースタジアム                       | 女子フットサル公式戦「お台場カップ」 決勝リーグ ※2                                                | 予選B組1位 よしもとマラティニーコ            | ○      | 2-0          |
| 8月15日       | お台場 冒険ランド・特設サッカースタジアム                       | 女子フットサル公式戦「お台場カップ」 決勝リーグ ※2                                                | 予選A組2位 FANTASISTA                        | △      | 0-0          |
| 10月18日      | 愛知県体育館                                                    | 女子フットサル公式戦「EXPOカップ」                                                                | Carezza                                      | △      | 2-2          |
| 10月18日      | 愛知県体育館                                                    | 女子フットサル公式戦「EXPOカップ」                                                                | よしもとマラティニーコ                       | ○      | 2-0          |
| 11月14日      | 豊田スタジアム                                                  | Hello! Project SPORTS Festival 2004 in AICHI EPSON CUP                                            | Carezza                                      | ●      | 2-3          |
| 11月23日      | 横浜国際総合競技場 （現・日産スタジアム）                       | Gatas Brilhantes H.P.チャレンジカップ（非公式試合）                                               | 横浜F・マリノス サポーターズクラブ女子チーム | ○      | 2-1          |
| 11月23日      | 横浜国際総合競技場 （現・日産スタジアム）                       | Gatas Brilhantes H.P.チャレンジカップ（非公式試合）                                               | 横浜F・マリノス サポーターズクラブ女子チーム | ○      | 4-1          |
| 12月5日       | さいたまスーパーアリーナ                                        | Hello! Project SPORTS Festival 2004 in SAITAMA EPSON CUP                                          | リアリー?マドリッド                          | ○      | 3-0          |
| 2005年        |                                                                 |                                                                                                   |                                              |        |              |
| 3月14日       | 駒沢体育館                                                      | 愛・地球博パートナーシップ事業イベント 女子フットサル公式戦「 第1回フジテレビ739カップ」          | ホリダシモノ                                 | ○      | 4-0          |
| 3月14日       | 駒沢体育館                                                      | 愛・地球博パートナーシップ事業イベント 女子フットサル公式戦「 第1回フジテレビ739カップ」          | CHOOP                                        | △      | 3-3          |
| 3月14日       | 駒沢体育館                                                      | 愛・地球博パートナーシップ事業イベント 女子フットサル公式戦「 第1回フジテレビ739カップ」          | Carezza                                      | △      | 1-1          |
| 5月23日       | 駒沢体育館                                                      | 愛・地球博パートナーシップ事業イベント 女子フットサル公式戦「第2回フジテレビ739カップ」           | 予選リーグ TEAM dream                        | ○      | 5-0          |
| 5月23日       | 駒沢体育館                                                      | 愛・地球博パートナーシップ事業イベント 女子フットサル公式戦「第2回フジテレビ739カップ」           | 予選リーグ CHOOP                             | ○      | 2-1          |
| 5月23日       | 駒沢体育館                                                      | 愛・地球博パートナーシップ事業イベント 女子フットサル公式戦「第2回フジテレビ739カップ」           | 決勝 Carezza                                 | ○      | 2-2 / PK 5-4 |
| 7月26日       | 代々木第一体育館                                                | 冒険王サテライトイベント 女子フットサル公式戦「第1回すかいらーくグループCUP」                     | 予選リーグ 第1戦 XANADU loves NHC            | ○      | 2-1          |
| 7月26日       | 代々木第一体育館                                                | 冒険王サテライトイベント 女子フットサル公式戦「第1回すかいらーくグループCUP」                     | 予選リーグ 第2戦 YJシューターズ              | ○      | 2-0          |
| 7月26日       | 代々木第一体育館                                                | 冒険王サテライトイベント 女子フットサル公式戦「第1回すかいらーくグループCUP」                     | 予選リーグ 第3戦 ミスマガジン                | △      | 0-0          |
| 7月26日       | 代々木第一体育館                                                | 冒険王サテライトイベント 女子フットサル公式戦「第1回すかいらーくグループCUP」                     | 決勝トーナメント 準決勝 CHOOP                | ○      | 1-1 / PK2-0  |
| 7月26日       | 代々木第一体育館                                                | 冒険王サテライトイベント 女子フットサル公式戦「第1回すかいらーくグループCUP」                     | 決勝トーナメント 決勝戦 Carezza              | ○      | 1-0          |
| 7月30日       | 大阪 マグフットサルスタジアム                                   | MBSオーサカキング「フットサルやるっちゅ〜ねん」 （非公式試合）                                    | 蹴竹G                                        | ○      | 5-0          |
| 7月30日       | 大阪 マグフットサルスタジアム                                   | MBSオーサカキング「フットサルやるっちゅ〜ねん」 （非公式試合）                                    | Carezza                                      | ○      | 2-2 / PK2-0  |
| 8月6日        | お台場・冒険ランド内 すかいらーくグループ・フットサルスタジアム | お台場冒険王2005 女子フットサル公式戦 「すかいらーくグループ 冒険王リーグ」 グループリーグA 第1節 | ASAI RED ROSE                                | ●      | 1-3          |
| 8月6日        | お台場・冒険ランド内 すかいらーくグループ・フットサルスタジアム | お台場冒険王2005 女子フットサル公式戦 「すかいらーくグループ 冒険王リーグ」 グループリーグA 第1節 | CHOOP                                        | ○      | 1-0          |
| 8月6日        | お台場・冒険ランド内 すかいらーくグループ・フットサルスタジアム | 同 第2節                                                                                          | FANTASISTA                                   | ●      | 0-1          |
| 8月6日        | お台場・冒険ランド内 すかいらーくグループ・フットサルスタジアム | 同 第2節                                                                                          | YOTSUYA CLOVERS                              | △      | 0-0          |
| 8月7日        | お台場・冒険ランド内 すかいらーくグループ・フットサルスタジアム | 同 第3節                                                                                          | YOTSUYA CLOVERS                              | ○      | 3-0          |
| 8月7日        | お台場・冒険ランド内 すかいらーくグループ・フットサルスタジアム | 同 第3節                                                                                          | FANTASISTA                                   | ●      | 0-1          |
| 8月7日        | お台場・冒険ランド内 すかいらーくグループ・フットサルスタジアム | 同 第4節                                                                                          | CHOOP                                        | ●      | 1-2          |
| 8月7日        | お台場・冒険ランド内 すかいらーくグループ・フットサルスタジアム | 同 第4節                                                                                          | ASAI RED ROSE                                | ○      | 2-0          |
| 8月13日       | お台場・冒険ランド内 すかいらーくグループ・フットサルスタジアム | 同 第5節                                                                                          | ASAI RED ROSE                                | ○      | 2-1          |
| 8月13日       | お台場・冒険ランド内 すかいらーくグループ・フットサルスタジアム | 同 第5節                                                                                          | CHOOP                                        | △      | 0-0          |
| 8月13日       | お台場・冒険ランド内 すかいらーくグループ・フットサルスタジアム | 同 第6節                                                                                          | FANTASISTA                                   | ○      | 1-0          |
| 8月13日       | お台場・冒険ランド内 すかいらーくグループ・フットサルスタジアム | 同 第6節                                                                                          | YOTSUYA CLOVERS                              | ○      | 3-0          |
| 8月14日       | お台場・冒険ランド内 すかいらーくグループ・フットサルスタジアム | 同 第7節                                                                                          | YOTSUYA CLOVERS                              | ○      | 4-1          |
| 8月14日       | お台場・冒険ランド内 すかいらーくグループ・フットサルスタジアム | 同 第7節                                                                                          | FANTASISTA                                   | △      | 1-1          |
| 8月14日       | お台場・冒険ランド内 すかいらーくグループ・フットサルスタジアム | 同 第8節（最終節）※3                                                                              | ASAI RED ROSE                                | ○      | 1-0          |
| 8月14日       | お台場・冒険ランド内 すかいらーくグループ・フットサルスタジアム | 同 第8節（最終節）※3                                                                              | CHOOP                                        | ○      | 2-1          |
| 8月30日       | お台場・冒険ランド内 すかいらーくグループ・フットサルスタジアム | 同 決勝トーナメント 準決勝                                                                        | Carezza                                      | ○      | 1-0          |
| 8月30日       | お台場・冒険ランド内 すかいらーくグループ・フットサルスタジアム | 同 決勝トーナメント 決勝                                                                          | CHOOP                                        | ●      | 0-2          |
| 10月20日      | 駒沢体育館                                                      | 女子フットサル公式戦 「第2回すかいらーくグループCUP 〜炎のサバイバルトーナメント〜」              | 第1回戦 FANTASISTA                           | ○      | 3-0          |
| 10月20日      | 駒沢体育館                                                      | 女子フットサル公式戦 「第2回すかいらーくグループCUP 〜炎のサバイバルトーナメント〜」              | 準決勝戦 chakuchaku J.b                      | ○      | 1-0          |
| 10月20日      | 駒沢体育館                                                      | 女子フットサル公式戦 「第2回すかいらーくグループCUP 〜炎のサバイバルトーナメント〜」              | 決勝戦 ミスマガジン                          | ○      | 1-0          |
| 12月15日      | 駒沢体育館                                                      | スフィアリーグ・すかいらーくグループシリーズ 2005〜2006シーズン 1stステージ（開幕戦）             | 第1回戦 YOTSUYA CLOVERS                      | ○      | 2-0          |
| 12月15日      | 駒沢体育館                                                      | スフィアリーグ・すかいらーくグループシリーズ 2005〜2006シーズン 1stステージ（開幕戦）             | 準決勝戦 ASAI RED ROSE                       | ●      | 1-1 / PK1-3  |
| 2006年        |                                                                 |                                                                                                   |                                              |        |              |
| 1月19日       | 駒沢体育館                                                      | GyaOカップ                                                                                        | Carezza                                      | ●      | 3-3 / PK2-3  |
| 2月23日       | 駒沢体育館                                                      | スフィアリーグ・すかいらーくグループシリーズ 2005〜2006シーズン 2ndステージ                       | 第1回戦 南葛YJシューターズ                   | ○      | 1-1 / PK2-1  |
| 2月23日       | 駒沢体育館                                                      | スフィアリーグ・すかいらーくグループシリーズ 2005〜2006シーズン 2ndステージ                       | 準決勝戦 ミスマガジン                        | ○      | 2-0          |
| 2月23日       | 駒沢体育館                                                      | スフィアリーグ・すかいらーくグループシリーズ 2005〜2006シーズン 2ndステージ                       | 決勝戦 TEAM dream                            | ○      | 0-0 / PK5-4  |
| 3月19日       | さいたまスーパーアリーナ                                        | HELLO! PROJECT SPORTS FESTIVAL 2006 in SAITAMA                                                    | 十条FC                                       | ●      | 0-4          |
| 4月6日        | 愛知県体育館                                                    | スフィアリーグ・すかいらーくグループシリーズ 2005〜2006シーズン 3rdステージ                       | 第1回戦 chakuchaku J.b                       | ○      | 0-0 / PK2-0  |
| 4月6日        | 愛知県体育館                                                    | スフィアリーグ・すかいらーくグループシリーズ 2005〜2006シーズン 3rdステージ                       | 準決勝戦 carezza                             | ●      | 1-1 / PK2-3  |
| 5月11日       | 代々木第一体育館                                                | スフィアリーグ・すかいらーくグループシリーズ 2005〜2006シーズン 4thステージ                       | 第1回戦 ミスマガジン                         | ○      | 2-1          |
| 5月11日       | 代々木第一体育館                                                | スフィアリーグ・すかいらーくグループシリーズ 2005〜2006シーズン 4thステージ                       | 準決勝戦 YOTSUYA CLOVERS                     | ○      | 1-0          |
| 5月11日       | 代々木第一体育館                                                | スフィアリーグ・すかいらーくグループシリーズ 2005〜2006シーズン 4thステージ                       | 決勝戦 TEAM dream                            | ●      | 2-4          |
| 6月8日        | 東京・丸ビル フットサルコート                                   | エキシビジョンマッチ ※4 （非公式試合）                                                            | SAMURAI CREW                                 | ○      | 7-1          |
| 7月6日        | 駒沢屋内球技場                                                  | 第1回グッドウィルカップ 予選大会                                                                  | 予選リーグ 第1戦 chakuchaku J.b              | △      | 0-0          |
| 7月6日        | 駒沢屋内球技場                                                  | 第1回グッドウィルカップ 予選大会                                                                  | 予選リーグ 第2戦 Team Good                   | ○      | 2-1          |
| 7月13日       | 駒沢体育館                                                      | 第1回グッドウィルカップ 決勝大会                                                                  | 第1回戦 XANADU loves NHC                     | ●      | 1-2          |
| 8月29日       | お台場冒険王 冒険ランド すかいらーくスタジアム                  | すかいらーくグループリーグ in お台場冒険王 “真夏の女王”決定戦 予選リーグ グループE ※5             | 南葛YJシューターズ                           | ○      | 2-0          |
| 8月29日       | お台場冒険王 冒険ランド すかいらーくスタジアム                  | すかいらーくグループリーグ in お台場冒険王 “真夏の女王”決定戦 予選リーグ グループE ※5             | FANTASISTA                                   | ●      | 0-2          |
| 8月29日       | お台場冒険王 冒険ランド すかいらーくスタジアム                  | すかいらーくグループリーグ in お台場冒険王 “真夏の女王”決定戦 予選リーグ グループE ※5             | Team Good                                    | △      | 0-0          |
| 8月30日       | お台場冒険王 冒険ランド すかいらーくスタジアム                  | 同 予選リーグ グループF ※6                                                                        | サンバガールズ                               | ○      | 5-0          |
| 8月30日       | お台場冒険王 冒険ランド すかいらーくスタジアム                  | 同 予選リーグ グループF ※6                                                                        | carezza                                      | ●      | 0-1          |
| 8月30日       | お台場冒険王 冒険ランド すかいらーくスタジアム                  | 同 予選リーグ グループF ※6                                                                        | 蹴竹G                                        | ●      | 1-2          |
| 10月17日      | 有明コロシアム                                                  | スフィアリーグ・すかいらーくグループシリーズ 2005〜2006シーズン 5thステージ                       | 南葛YJシューターズ                           | ○      | 1-0          |
| 10月17日      | 有明コロシアム                                                  | スフィアリーグ・すかいらーくグループシリーズ 2005〜2006シーズン 5thステージ                       | YOTSUYA CLOVERS                              | ●      | 0-2          |
| 11月5日 - 7日 | ワイピオ サッカー コンプレックス                                | フットサルJALハワイカップ2006                                                                     | Coltirec                                     | ●      | 1-4          |
| 11月5日 - 7日 | ワイピオ サッカー コンプレックス                                | フットサルJALハワイカップ2006                                                                     | MTS                                          | ○      | 1-0          |
| 11月5日 - 7日 | ワイピオ サッカー コンプレックス                                | フットサルJALハワイカップ2006                                                                     | FUT MESSE LADYS                              | ●      | 0-2          |
| 11月5日 - 7日 | ワイピオ サッカー コンプレックス                                | エキシビジョンマッチ （非公式試合）                                                               | SAMURAI CREW                                 | ○      | 0-0 / PK4-3  |
| 11月30日      | 有明コロシアム                                                  | スフィアリーグ・すかいらーくグループシリーズ 2005〜2006シーズン 6th（FINAL）ステージ              | 第1回戦 南葛YJシューターズ                   | ○      | 0-0 / PK2-0  |
| 11月30日      | 有明コロシアム                                                  | スフィアリーグ・すかいらーくグループシリーズ 2005〜2006シーズン 6th（FINAL）ステージ              | 準決勝戦 FANTASISTA                          | ○      | 0-0 / PK4-3  |
| 11月30日      | 有明コロシアム                                                  | スフィアリーグ・すかいらーくグループシリーズ 2005〜2006シーズン 6th（FINAL）ステージ              | 決勝戦 XANADU loves NHC                      | ●      | 0-0 / PK1-2  |
| 2007年        |                                                                 |                                                                                                   |                                              |        |              |
| 1月26日       |                                                                 | 練習試合                                                                                          | Carezza                                      | ●      | 0-3          |
| 5月12日       | 幕張メッセ                                                      | 第1回すかいらーくグループリーグ 〜Futsal League For Working Lady〜 ガストステージ                 | adi-UNIT5                                    | ●      | 0-2          |
| 5月12日       | 幕張メッセ                                                      | 第1回すかいらーくグループリーグ 〜Futsal League For Working Lady〜 ガストステージ                 | EMULSIONS                                    | △      | 1-1          |
| 5月12日       | 幕張メッセ                                                      | 第1回すかいらーくグループリーグ 〜Futsal League For Working Lady〜 ガストステージ                 | SAMURAI CREW                                 | ●      | 1-2          |
| 8月2日        | 冒険ランド すかいらーくグループ フットサルスタジアム            | すかいらーくグループ冒険王CUP 1stステージ 決勝大会 ※7 ※8                                          | 予選リーグ 第1戦 みなと総合高校フットサル部  | ○      | 2-1          |
| 8月2日        | 冒険ランド すかいらーくグループ フットサルスタジアム            | すかいらーくグループ冒険王CUP 1stステージ 決勝大会 ※7 ※8                                          | 予選リーグ 第2戦 二階堂高校フットサル部      | ●      | 0-1          |
| 8月14日       | 冒険ランド すかいらーくグループ フットサルスタジアム            | すかいらーくグループ冒険王CUP 2ndステージ 決勝大会 ※7 ※9                                          | 予選リーグ 第1戦 SHINBA II                   | ●      | 1-3          |
| 8月14日       | 冒険ランド すかいらーくグループ フットサルスタジアム            | すかいらーくグループ冒険王CUP 2ndステージ 決勝大会 ※7 ※9                                          | 予選リーグ 第2戦 Saltore                     | △      | 1-1          |
| 8月17日       | 冒険ランド すかいらーくグループ フットサルスタジアム            | すかいらーくグループチャレンジCUP冒険王大会 エキシビジョンマッチ（非公式試合）                    | 武蔵野大学蹴球同好会                         | △      | 1-1          |
| 8月17日       | 冒険ランド すかいらーくグループ フットサルスタジアム            | すかいらーくグループチャレンジCUP冒険王大会 エキシビジョンマッチ（非公式試合）                    | MIS                                          | ○      | 2-0          |
| 8月17日       | 冒険ランド すかいらーくグループ フットサルスタジアム            | すかいらーくグループチャレンジCUP冒険王大会 エキシビジョンマッチ（非公式試合）                    | FINESTRA                                     | △      | 1-1          |
| 8月18日       | 冒険ランド すかいらーくグループ フットサルスタジアム            | すかいらーくグループリーグ バーミヤンステージ 〜Futsal League For Working Lady〜 1stステージ      | knt!サプライズ                               | ○      | 3-0          |
| 8月18日       | 冒険ランド すかいらーくグループ フットサルスタジアム            | すかいらーくグループリーグ バーミヤンステージ 〜Futsal League For Working Lady〜 1stステージ      | EMULSIONS                                    | ○      | 3-0          |
| 8月18日       | 冒険ランド すかいらーくグループ フットサルスタジアム            | すかいらーくグループリーグ バーミヤンステージ 〜Futsal League For Working Lady〜 1stステージ      | adi-UNIT5                                    | ●      | 0-1          |
| 8月21日       | 冒険ランド すかいらーくグループ フットサルスタジアム            | すかいらーくグループリーグ バーミヤンステージ 〜Futsal League For Working Lady〜 2ndステージ      | BUONE CONDIZIONI                             | △      | 2-2          |
| 8月21日       | 冒険ランド すかいらーくグループ フットサルスタジアム            | すかいらーくグループリーグ バーミヤンステージ 〜Futsal League For Working Lady〜 2ndステージ      | team ViVi                                    | ○      | 2-0          |
| 8月21日       | 冒険ランド すかいらーくグループ フットサルスタジアム            | すかいらーくグループリーグ バーミヤンステージ 〜Futsal League For Working Lady〜 2ndステージ      | SAMURAI CREW                                 | ○      | 2-0          |
| 11月4日       | STVスピカ                                                       | 『STVわくちん』スペシャル特別試合（非公式試合）                                                   | Sapporo CERBIES                              | ○      | 3-2          |
| 12月24日      | FUTSAL POINT SALU川崎                                           | すかいらーくグループ チャレンジCUP エキシビジョンマッチ（非公式試合）                             | 武蔵野大学女子蹴球同好会A                    | ○      | 1-0          |
| 12月24日      | FUTSAL POINT SALU川崎                                           | すかいらーくグループ チャレンジCUP エキシビジョンマッチ（非公式試合）                             | 武蔵野大学女子蹴球同好会B                    | ○      | 3-0          |
| 12月24日      | FUTSAL POINT SALU川崎                                           | すかいらーくグループ チャレンジCUP エキシビジョンマッチ（非公式試合）                             | みなと総合高校フットサル部                   | ●      | 0-1          |
| 2008年        |                                                                 |                                                                                                   |                                              |        |              |
| 1月14日       | FUTSAL POINT SALU川崎                                           | すかいらーくグループ チャレンジCUP エキシビジョンマッチ（非公式試合）                             | FRENZY                                       | ○      | 1-0          |
| 1月14日       | FUTSAL POINT SALU川崎                                           | すかいらーくグループ チャレンジCUP エキシビジョンマッチ（非公式試合）                             | AC SUPER LOVER                               | ●      | 0-2          |
| 1月14日       | FUTSAL POINT SALU川崎                                           | すかいらーくグループ チャレンジCUP エキシビジョンマッチ（非公式試合）                             | OMIASHI                                      | ○      | 2-0          |
| 1月20日       | 東京国際展示場                                                  | すかいらーくグループリーグ ジョナサンステージ                                                     | 予選リーグ 第1戦 SAMURAI CREW                | ○      | 5-0          |
| 1月20日       | 東京国際展示場                                                  | すかいらーくグループリーグ ジョナサンステージ                                                     | 予選リーグ 第2戦 FC Weider                   | ○      | 3-0          |
| 1月20日       | 東京国際展示場                                                  | すかいらーくグループリーグ ジョナサンステージ                                                     | 決勝戦 adi-UNIT5                             | ●      | 0-0 / PK3-4  |
| 3月9日        | FUTSAL POINT SALU川崎                                           | すかいらーくグループ チャレンジCUP エキシビジョンマッチ（非公式試合）                             | corso como                                   | △      | 0-0          |
| 3月9日        | FUTSAL POINT SALU川崎                                           | すかいらーくグループ チャレンジCUP エキシビジョンマッチ（非公式試合）                             | ラガッツァFC                                 | ●      | 0-2          |
| 3月9日        | FUTSAL POINT SALU川崎                                           | すかいらーくグループ チャレンジCUP エキシビジョンマッチ（非公式試合）                             | AC Super Lover                               | ●      | 1-2          |
| 3月9日        | FUTSAL POINT SALU川崎                                           | すかいらーくグループ チャレンジCUP エキシビジョンマッチ（非公式試合）                             | FC城南ビクトリア                             | ●      | 0-3          |
| 3月9日        | FUTSAL POINT SALU川崎                                           | すかいらーくグループ チャレンジCUP エキシビジョンマッチ（非公式試合）                             | ハッピーハウス                               | △      | 1-1          |
| 3月9日        | FUTSAL POINT SALU川崎                                           | すかいらーくグループ チャレンジCUP エキシビジョンマッチ（非公式試合）                             | 明星                                         | ●      | 0-2          |
| 3月9日        | FUTSAL POINT SALU川崎                                           | すかいらーくグループ チャレンジCUP エキシビジョンマッチ（非公式試合）                             | TEAM★なのはな                                | ○      | 3-0          |
| 3月9日        | FUTSAL POINT SALU川崎                                           | すかいらーくグループ チャレンジCUP エキシビジョンマッチ（非公式試合）                             | ピッコロ                                     | ○      | 1-0          |
| 3月12日       | 駒沢体育館                                                      | すかいらーくグループリーグ 夢庵ステージ                                                           | team ViVi                                    | ○      | 5-1          |
| 3月12日       | 駒沢体育館                                                      | すかいらーくグループリーグ 夢庵ステージ                                                           | FC Weider                                    | ○      | 5-0          |
| 3月12日       | 駒沢体育館                                                      | すかいらーくグループリーグ 夢庵ステージ                                                           | EMULSIONS                                    | △      | 0-0          |
| 4月6日        | 有明コロシアム                                                  | すかいらーくグループリーグ 最強決定トーナメント                                                   | 第1回戦 team ViVi                            | ○      | 1-1 / PK3-2  |
| 4月6日        | 有明コロシアム                                                  | すかいらーくグループリーグ 最強決定トーナメント                                                   | 準決勝戦 EMULSIONS                           | ○      | 2-0          |
| 4月6日        | 有明コロシアム                                                  | すかいらーくグループリーグ 最強決定トーナメント                                                   | 決勝戦 BUONE CONDIZIONI                      | ●      | 2-4          |
| 6月15日       | 大洋薬品オーシャンアリーナ                                      | 大洋薬品オーシャンアリーナカップ2008 スペシャルマッチ                                             | SAMURAI CREW                                 |        |              |
| 8月9日        |                                                                 | Gatas CUP 1st Round                                                                               | EMULSION                                     | ○      | 2-0          |
| 8月9日        | BUONE CONDIZIONI                                                | Gatas CUP 1st Round                                                                               | △                                            | 3-3    |              |
| 8月9日        | adi-UNIT5                                                       | Gatas CUP 1st Round                                                                               | ●                                            | 0-2    |              |
| 8月10日       |                                                                 | Gatas CUP 2nd Round                                                                               | シティリビング                               | ○      | 8-1          |
| 8月10日       | EMULSION                                                        | Gatas CUP 2nd Round                                                                               | ○                                            | 2-1    |              |
| 8月10日       | ホテルニューオータニ                                            | Gatas CUP 2nd Round                                                                               | ○                                            | 5-0    |              |
| 8月24日       |                                                                 | KTS鹿児島テレビ開局40周年企画 「ザ・フットサル」 エキシビジョンマッチ                             | SAMURAI CREW                                 | ○      | 2-1          |
| 8月29日       |                                                                 | ザ・冒険王2008 レディースフットサル大会                                                           | クラベジーナ                                 | ○      | 2-0          |
| 8月29日       | ファンタシスターズ                                              | ザ・冒険王2008 レディースフットサル大会                                                           | ●                                            | 0-2    |              |
| 8月29日       | ぢゃがーず                                                      | ザ・冒険王2008 レディースフットサル大会                                                           | △                                            | 0-0    |              |
| 8月29日       | RCC                                                             | ザ・冒険王2008 レディースフットサル大会                                                           | ○                                            | 1-0    |              |
| 8月29日       | 二階堂高校フットサル部                                          | ザ・冒険王2008 レディースフットサル大会                                                           | ○                                            | 2-0    |              |
| 2009年        |                                                                 |                                                                                                   |                                              |        |              |
| 5月31日       |                                                                 | 第1回SURUGA Bank CUP フットサルフェスタ                                                           | F.C.XETA                                     | △      | 0-0          |
| 5月31日       | Beans Girls                                                     | 第1回SURUGA Bank CUP フットサルフェスタ                                                           | ○                                            | 1-0    |              |
| 5月31日       | DA ARC BIJOU                                                    | 第1回SURUGA Bank CUP フットサルフェスタ                                                           | ●                                            | 0-2    |              |
| 5月31日       | PRINCIPESSA DE SOL WFC                                          | 第1回SURUGA Bank CUP フットサルフェスタ                                                           | ○                                            | 2-0    |              |
| 5月31日       | F.C.R A                                                         | 第1回SURUGA Bank CUP フットサルフェスタ                                                           | ○                                            | 2-0    |              |
| 12月26日      |                                                                 | 第2回SURUGA Bank CUP フットサルフェスタ                                                           | ぱくじょ。                                   | ●      | 1-4          |
| 12月26日      | KOO                                                             | 第2回SURUGA Bank CUP フットサルフェスタ                                                           | ●                                            | 1-4    |              |
| 12月26日      | MARTE$1575                                                      | 第2回SURUGA Bank CUP フットサルフェスタ                                                           | ●                                            | 0-1    |              |
| 12月26日      | F.C.R                                                           | 第2回SURUGA Bank CUP フットサルフェスタ                                                           | ●                                            | 0-1    |              |
| 12月26日      | SJS                                                             | 第2回SURUGA Bank CUP フットサルフェスタ                                                           | ●                                            | 0-2    |              |
| 2010年        |                                                                 |                                                                                                   |                                              |        |              |
| 6月6日        | サムライブルーパーク                                            | adidas Women's Day エキシビションマッチ                                                           |                                              |        |              |
| 11月7日       |                                                                 | 第3回SURUGA Bank CUP フットサルフェスタ                                                           | Beans girls                                  | ○      | 2-1          |
| 11月7日       | TOKYO CHERRIES                                                  | 第3回SURUGA Bank CUP フットサルフェスタ                                                           | ●                                            | 0-1    |              |
| 11月7日       | KOO                                                             | 第3回SURUGA Bank CUP フットサルフェスタ                                                           | ○                                            | 3-0    |              |
| 11月7日       | D-FUT WINGS                                                     | 第3回SURUGA Bank CUP フットサルフェスタ                                                           | ●                                            | 0-2    |              |
| 11月7日       | 南葛シューターズ                                                | 第3回SURUGA Bank CUP フットサルフェスタ                                                           | ●                                            | 1-3    |              |

| 対戦日   | 場所名                           | 大会名                                                                          | 相手チーム名                  | 結果   | 結果   |
| 2012年   | 2012年                           | 2012年                                                                          | 2012年                        | 2012年 | 2012年 |
| -------- | -------------------------------- | ------------------------------------------------------------------------------- | ----------------------------- | ------ | ------ |
| 6月30日  | 北区滝野川体育館                 | 第9回全日本女子フットサル選手権大会 東京都大会1次ラウンド ※グループ3位で1次敗退 | バゴルガールズ                | ○      | 6-0    |
| 6月30日  | 北区滝野川体育館                 | 第9回全日本女子フットサル選手権大会 東京都大会1次ラウンド ※グループ3位で1次敗退 | トカールフガドラス新宿        | ●      | 1-4    |
| 6月30日  | 北区滝野川体育館                 | 第9回全日本女子フットサル選手権大会 東京都大会1次ラウンド ※グループ3位で1次敗退 | 文京AFC                       | ●      | 1-4    |
| 7月7日   | 国立代々木競技場フットサルコート | 2012年度 第4回東京都女子エントランスリーグ 女子エントランスB 第1節              | Sord                          | ○      | 3-1    |
| 8月19日  | 国立代々木競技場フットサルコート | 同 第2節                                                                        | RGBFC SORRISO                 | ●      | 0-4    |
| 9月1日   | 国立代々木競技場フットサルコート | 同 第3節                                                                        | TORNADO                       | ○      | 4-0    |
| 9月16日  | 国立代々木競技場フットサルコート | 同 第4節                                                                        | Jonita                        | ●      | 1-3    |
| 10月6日  | 国立代々木競技場フットサルコート | 同 第5節                                                                        | JACARE                        | ●      | 0-5    |
| 10月20日 | 国立代々木競技場フットサルコート | 同 第6節                                                                        | キューティーガールズ          | ○      | 4-2    |
| 11月11日 | 国立代々木競技場フットサルコート | 同 第7節                                                                        | ハッピーハウス                | ○      | 1-0    |
| 11月17日 | スルガ銀行フットサルパーク       | 第5回スルガバンクカップ レディース部門                                          | 優勝                          | 優勝   | 優勝   |
| 12月23日 | 国立代々木競技場フットサルコート | 2012年度 第4回東京都女子エントランスリーグ 女子エントランスB 第8節              | BALLENA BLANCA 城北レディース | ○      | 4-1    |
| 2013年   |                                  |                                                                                 |                               |        |        |
| 3月2日   |                                  | 第13回 東京都女子フットサル大会 (予選リーグ4日目) 1勝2敗で3位                   | ザ・サンキスト                | ●      | 1-3    |
| 3月2日   | マナ カミーザ                    | 第13回 東京都女子フットサル大会 (予選リーグ4日目) 1勝2敗で3位                   | ●                             | 0-2    |        |
| 3月2日   | パッソ ア パッソ                 | 第13回 東京都女子フットサル大会 (予選リーグ4日目) 1勝2敗で3位                   | ○                             | 2-1    |        |
| 5月3日   | フットサルパライーゾ国分寺       | 2013年度第5回東京都女子エントランス Bリーグ 第1節                               | 府中アスレチックFCキンツェム  | ●      | 0-4    |
| 6月16日  | フットサルパライーゾ国分寺       | 同 第2節                                                                        | VEEX TOKYO Ladies             | ●      | 1-6    |
| 7月15日  | 駒沢体育館 屋内球技場            | 第10回 全日本女子フットサル選手権大会 東京都大会                                | 二階堂高                      | ●      | 2-7    |
| 7月15日  | 駒沢体育館 屋内球技場            | 第10回 全日本女子フットサル選手権大会 東京都大会                                | 筑波大学附属高                | ○      | 4-0    |
| 7月15日  | 駒沢体育館 屋内球技場            | 第10回 全日本女子フットサル選手権大会 東京都大会                                | ジョニータ                    | ○      | 2-1    |
| 8月9日   | 国立代々木競技場フットサルコート | a-nation CUP 2013 powered by ウイダーinゼリー 8月9日：優勝 8月10日：優勝        | YOTSUYA CLOVERS               | ○      | 1-0    |
| 8月9日   | 国立代々木競技場フットサルコート | a-nation CUP 2013 powered by ウイダーinゼリー 8月9日：優勝 8月10日：優勝        | OMIASHI                       | ○      | 5-0    |
| 8月9日   | 国立代々木競技場フットサルコート | a-nation CUP 2013 powered by ウイダーinゼリー 8月9日：優勝 8月10日：優勝        | XANADU loves NHC              | ○      | 2-1    |
| 8月10日  | 国立代々木競技場フットサルコート | a-nation CUP 2013 powered by ウイダーinゼリー 8月9日：優勝 8月10日：優勝        | なでしか？JAPAN               | ○      | 1-0    |
| 8月10日  | 国立代々木競技場フットサルコート | a-nation CUP 2013 powered by ウイダーinゼリー 8月9日：優勝 8月10日：優勝        | OMIASHI                       | ○      | 4-0    |
| 8月10日  | 国立代々木競技場フットサルコート | a-nation CUP 2013 powered by ウイダーinゼリー 8月9日：優勝 8月10日：優勝        | 南葛シューターズ              | ○      | 1-0    |
| 8月17日  | フットサルパライーゾ国分寺       | 2013年度第5回東京都女子エントランス Bリーグ 第3節                               | TORNADO                       | ●      | 1-2    |
| 9月8日   | フットサルパライーゾ国分寺       | 同 第4節                                                                        | 南葛シューターズ              | ●      | 1-3    |
| 9月22日  | フットサルパライーゾ国分寺       | 同 第5節                                                                        | RGBFC SORRISO                 | ○      | 5-2    |
| 10月14日 | フットサルパライーゾ国分寺       | 同 第6節                                                                        | HAPPY HOUSE                   | ○      | 6-1    |
| 10月27日 | スルガ銀行フットサルパーク       | 第6回 SURUGA bank CUP FUTSAL FESTA in スルガ銀行フットサルパーク                |                               |        |        |

- リーグ戦は勝ち点制。勝てば3点 / 引き分けで1点 / 負けは0点

※1 予選B組での結果 2勝1敗 / 得点5・失点3 グループ2位で決勝リーグへ
※2 A組とB組の上位2チームずつでの総当たり戦
※3 予選A組での結果 9勝4敗3分 / 得点22・失点11 グループ2位で決勝トーナメントへ
※4 4人対4人の変則ルール
※5 予選E組での結果 1勝1敗1分 / 得点2・失点2 グループ3位で予選敗退
※6 予選F組での結果 1勝2敗0分 / 得点6・失点3 グループ4位で予選敗退
※7 予選大会はホームチームシードのために免除
※8 予選グループCでの結果 1勝1敗 / 得点2・失点2 グループ2位で予選敗退
※9 予選グループCでの結果 1敗1分 / 得点2・失点4 グループ3位で予選敗退

### これまでにとった主なタイトル
2003年
なし
2004年
- お台場カップ
- EXPOカップ

2005年
- 第2回フジテレビ739カップ
- 第1回すかいらーくグループCUP
- 第2回すかいらーくグループCUP〜炎のサバイバルトーナメント〜

2006年
- スフィアリーグ2nd STAGE

2007年
- すかいらーくグループリーグ バーミヤンステージ 2ndステージ

2008年
- すかいらーくグループリーグ 夢庵ステージ

## 個人成績

### SPHERE LEAGUE Award2006
| タイトル               | 受賞者名             |
| ---------------------- | -------------------- |
| MIP                    | 吉澤ひとみ           |
| 得点王（9得点）        | 是永美記             |
| ベストパフォーマンス賞 | あさみ               |
| 功労賞                 | あさみ・みうな       |
| ベスト5                |                      |
| ピヴォ部門             | 藤本美貴             |
| アラ部門               | 吉澤ひとみ・是永美記 |
| フィクソ部門           | 里田まい             |
| ゴレイロ部門           | 辻希美               |

## 出演

### テレビ
- VICTORY! 〜フットガールズの青春〜（2003年11月22日、フジテレビ系、主演:松浦亜弥）フットサルをテーマにしたスポーツドラマ。石川梨華・加護亜依・高橋愛・小川麻琴が出演。主題歌はモーニング娘。の「Go Girl 〜恋のヴィクトリー〜」
- フットサルに情熱をかける! アイドルたち（2005年11月20日、フジテレビ系）
- 恋するフットサル4月15日（土）スタート（2006年4月1日、フジテレビ系）
- 恋するフットサル（2006年4月15日 - 2007年3月21日、フジテレビ系）

| 放送日   | 放送回 | 出演                             | 放送内容                                                        |
| 2006年   | 2006年 | 2006年                           | 2006年                                                          |
| -------- | ------ | -------------------------------- | --------------------------------------------------------------- |
| 4月15日  | 第1回  | 吉澤・紺野                       | carezzaと対談                                                   |
| 4月22日  | 第2回  | 吉澤・紺野・北澤豪               | carezzaと対談の続き                                             |
| 4月29日  | 第3回  | 辻・紺野                         | 辻・紺野インタビュー （GOLEIROとは）                            |
| 6月24日  | 第11回 | 是永                             | 是永インタビュー                                                |
| 7月8日   | 第13回 | あさみ・里田・みうな・吉澤・紺野 | カントリー娘。インタビュー （吉澤・紺野コメント）               |
| 7月22日  | 第14回 | 紺野・吉澤・柴田                 | 紺野インタビュー （卒業スペシャル） （吉澤・柴田コメント）      |
| 8月12日  | 第17回 | 紺野・柴田                       | 紺野・柴田コメント                                              |
| 9月2日   | 第19回 | 里田・清水佐紀                   | 里田・清水コメント                                              |
| 9月9日   | 第20回 | 吉澤                             | 吉澤インタビュー （#1 フットサルへの情熱）                      |
| 9月16日  | 第21回 | 吉澤・藤本                       | 吉澤インタビュー （#2 "キャプテン"吉澤） （藤本コメント）       |
| 9月23日  | 第22回 | 吉澤                             | 吉澤インタビュー （#3 藤本美貴）                                |
| 10月17日 | 第23回 | 吉澤・藤本・石川                 | 吉澤・藤本・石川コメント                                        |
| 10月24日 | 第24回 | 吉澤                             | 吉澤コメント                                                    |
| 10月31日 | 第25回 | 吉澤・石川・里田・みうな         | 吉澤インタビュー （#4 石川梨華） （石川・里田・みうなコメント） |
| 11月21日 | 第28回 | 吉澤                             | 吉澤インタビュー （#5 みうな）                                  |
| 11月28日 | 第29回 | 吉澤                             | 吉澤インタビュー （#6 辻希美）                                  |
| 2007年   |        |                                  |                                                                 |
| 1月9日   | 第33回 | 吉澤                             | 吉澤インタビュー （#7 是永美記）                                |
| 1月23日  | 第35回 | 吉澤・里田                       | 吉澤インタビュー （#8 あさみ）・里田ゲスト                      |
| 1月30日  | 第36回 | 里田                             | 里田ゲスト                                                      |
| 2月7日   | 第37回 | ガッタス全員                     | 練習試合 vs Carezza                                             |
| 2月28日  | 第39回 | 吉澤                             | 吉澤インタビュー （#9 柴田あゆみ）                              |
| 3月6日   | 第40回 | 吉澤                             | 吉澤インタビュー （#10 里田まい）                               |

- KICK IN! GAROTAS フットサルTV（2005年11月6日- 2006年9月30日、BSフジ）

| 放送日   | 放送回 | 出演                       | 放送内容                                                         |
| 2005年   | 2005年 | 2005年                     | 2005年                                                           |
| -------- | ------ | -------------------------- | ---------------------------------------------------------------- |
| 11月6日  | 第1回  | 吉澤                       | 野田義治（Carezza監督）と対談                                    |
| 11月20日 | 第2回  | 是永                       | 野田義治（Carezza監督）と対談                                    |
| 12月4日  | 第3回  | 吉澤・是永                 | 吉澤インタビュー・今日の是永                                     |
| 12月18日 | 第4回  | 吉澤・みうな・是永         | 吉澤・みうなチーム紹介・今日の是永                               |
| 2006年   |        |                            |                                                                  |
| 1月8日   | 第5回  | 吉澤・是永                 | 吉澤インタビュー・今日の是永                                     |
| 1月22日  | 第6回  | 是永                       | 是永インタビュー・今日の是永                                     |
| 2月5日   | 第7回  | 是永                       | 小島くるみ（Carezza）と対談・今日の是永                          |
| 2月19日  | 第8回  | あさみ・是永               | あさみ・是永インタビュー                                         |
| 3月19日  | 第10回 | 吉澤・是永                 | 吉澤・是永インタビュー                                           |
| 4月29日  | 第13回 | 是永                       | 今日の是永（溝口麻衣（ミスマガジン）と対談）                     |
| 5月13日  | 第14回 | 柴田・是永                 | 柴田インタビュー・今日の是永（福永泰（ミスマガジン監督）と対談） |
| 6月10日  | 第16回 | あさみ・里田まい・みうな   | カントリー娘。座談会                                             |
| 7月22日  | 第19回 | 是永・あさみ・みうな・柴田 | 是永・あさみ・みうな・柴田インタビュー                           |
| 8月5日   | 第20回 | 是永・あさみ・里田・みうな | 是永関東フットサルリーグ観戦・あさみ・里田・みうなインタビュー   |
| 8月19日  | 第21回 | みうな・矢島舞美           | みうな・矢島舞美インタビュー                                     |
| 9月30日  | 第24回 | 吉澤・是永                 | 野田義治と対談                                                   |

- 娘DOKYU!（2005年4月4日〜2006年9月29日 テレビ東京）

| 放送日   | 放送回  | 放送内容                                                           |
| 2005年   | 2005年  | 2005年                                                             |
| -------- | ------- | ------------------------------------------------------------------ |
| 5月18日  | 第33回  | 真剣! 楽しい! フットサル!                                          |
| 5月19日  | 第34回  | 副キャプテン藤本・キャプテン吉澤                                   |
| 5月20日  | 第35回  | 雪辱に向けて それぞれの課題 / 練習試合                             |
| 5月30日  | 第41回  | 雪辱を誓う 課題はチームで勝つ                                      |
| 5月31日  | 第42回  | 自主トレ志願 吉澤・藤本                                            |
| 6月1日   | 第43回  | 勝利への秘策 吉澤・藤本・紺野                                      |
| 6月2日   | 第44回  | 目指せ優勝 吉澤・藤本・紺野 / 5.23 駒沢 吉澤に異変?                |
| 6月3日   | 第45回  | 5.23 駒沢 吉澤の左足に違和感→大丈夫                                |
| 6月6日   | 第46回  | 5.23 駒沢 TEAM dream戦 吉澤の秘策                                  |
| 6月7日   | 第47回  | 5.23 駒沢 CHOOP戦 苦戦                                             |
| 6月8日   | 第48回  | 5.23 駒沢 Carezza戦 宿命の対決                                     |
| 6月9日   | 第49回  | 5.23 駒沢 カレッツァ戦 究極のエピローグ                            |
| 7月6日   | 第68回  | 新たな目標に向かって 里田・藤本・辻 / 合宿                         |
| 7月7日   | 第69回  | 合宿 ボールを繋ぐ想像力                                            |
| 7月8日   | 第70回  | 合宿 吉澤の涙                                                      |
| 7月14日  | 第74回  | 2人の守護女神 紺野の自信                                           |
| 7月15日  | 第75回  | 2人の守護女神 辻の苦悩                                             |
| 7月20日  | 第78回  | 合宿の手応え 藤本・里田・紺野 / 辻誕生日祝い                       |
| 7月21日  | 第79回  | 連覇に向け猛練習 相手をかわすテクニック 瞬発力の強化               |
| 7月22日  | 第80回  | 連覇に向け猛練習 紅白戦                                            |
| 7月25日  | 第81回  | 連覇に向け最終調整 対外試合                                        |
| 7月26日  | 第82回  | 連覇に向け最終調整 対外試合 守りの要の里田の葛藤!                  |
| 8月1日   | 第86回  | 7.26 代々木 ミーティング / 公開練習                                |
| 8月2日   | 第87回  | 7.26 代々木 開会式 / XANADU loves NHC戦                            |
| 8月3日   | 第88回  | 7.26 代々木 YJシューターズ戦 / ウォーミングアップ                  |
| 8月10日  | 第93回  | 7.26 代々木 ミスマガジン戦 秘密兵器辻                              |
| 8月11日  | 第94回  | 辻のFP練習 藤本                                                    |
| 8月15日  | 第96回  | 7.26 代々木 ミスマガジン戦 守護女神辻のFPデビュー                  |
| 8月16日  | 第97回  | 7.26 代々木 CHOOP戦                                                |
| 8月17日  | 第98回  | 7.26 代々木 Carezza戦 連覇への軌跡                                 |
| 8月26日  | 第105回 | お台場 公開練習                                                    |
| 8月29日  | 第106回 | 8.6 お台場 開会式 / ASAI RED ROSE戦 / 吉澤                         |
| 8月30日  | 第107回 | 8.6 お台場 ASAI RED ROSE戦 / 吉澤                                  |
| 8月31日  | 第108回 | 8.6 お台場 ASAI RED ROSE戦 / CHOOP戦 / 吉澤                        |
| 9月1日   | 第109回 | 8.6 お台場 FANTASISTA戦 / 吉澤                                     |
| 9月9日   | 第115回 | 8.6 お台場 四谷クローバーズ戦 / 吉澤                               |
| 9月20日  | 第122回 | 8.7 お台場 四谷クローバーズ戦 斉藤初ゴール / FANTASISTA戦 / 吉澤   |
| 9月21日  | 第123回 | 8.7 お台場 FANTASISTA戦 / CHOOP戦 / 吉澤                           |
| 9月22日  | 第124回 | 8.7 お台場 ASAI RED ROSE戦 / 吉澤 / 公開練習 北澤誕生祝い          |
| 9月23日  | 第124回 | 8.13 お台場 辻ミサンガ&ポスター / ASAI戦 / CHOOP戦 / 吉澤          |
| 9月27日  | 第127回 | 8.13 お台場 FANTASISTA戦 / 紺野左手首負傷 / 四谷クローバーズ戦     |
| 9月28日  | 第128回 | 8.14 お台場 四谷クローバーズ戦 / FANTASISTA戦 / 吉澤               |
| 9月29日  | 第129回 | 8.14 お台場 FANTASISTA戦 吉澤左足負傷 / ASAI戦 / CHOOP戦           |
| 9月30日  | 第130回 | 8.30 お台場 キーパー是永 / Carezza戦 / CHOOP戦 / 表彰式            |
| 11月9日  | 第158回 | セットプレーを重点に練習 / 10.20 駒沢 開会式                       |
| 11月10日 | 第159回 | ガッタススピリッツ 紺野（石川・吉澤）                              |
| 11月11日 | 第160回 | ガッタススピリッツ 紺野（吉澤） / 10.20 駒沢 組合せ抽選            |
| 11月14日 | 第161回 | 10.20 駒沢 FANTASISTA戦                                            |
| 11月15日 | 第162回 | ガッタススピリッツ 石川 / 10.20 駒沢 ファンタ戦                    |
| 11月16日 | 第163回 | 10.20 駒沢 Chakuchaku J.b戦 / ガッタススピリッツ 里田              |
| 11月17日 | 第164回 | 10.20 駒沢 J.b戦 / ミスマガジン戦                                  |
| 11月18日 | 第165回 | ガッタススピリッツ 柴田（あさみ） / 10.20 駒沢 ミスマガジン戦      |
| 11月21日 | 第166回 | ガッタススピリッツ 藤本（吉澤） / 10.20 駒沢 ミスマガジン戦        |
| 11月22日 | 第167回 | 10.20 駒沢 ミスマガジン戦 / 表彰式 勝っても悔しい                  |
| 2006年   |         |                                                                    |
| 1月9日   | 第196回 | 12.15 駒沢 スフィアリーグ開幕式 / 12.6 対外試合 / 吉澤             |
| 1月10日  | 第197回 | 12.6 対外試合 / 紺野・吉澤・藤本                                   |
| 1月11日  | 第198回 | 十条FCと再戦 発表 / 藤本                                           |
| 1月12日  | 第199回 | 12.15 駒沢 吉澤宣誓 / 組合せ抽選 / 四谷クローバーズ戦 / 藤本       |
| 1月13日  | 第200回 | 12.15 駒沢 四谷クローバーズ戦 / ASAI RED ROSE戦 / 紺野・藤本       |
| 1月16日  | 第201回 | 12.15 駒沢 ASAI RED ROSE戦 / 閉会式 / 紺野                         |
| 1月17日  | 第202回 | 12.15 駒沢 閉会式 小島のエール / 吉澤・藤本・紺野                  |
| 1月27日  | 第210回 | 1.19 駒沢 Carezza戦 / 個人練習 紺野・藤本                          |
| 1月30日  | 第211回 | 1.19 駒沢 ミーティング / Carezza戦 / 個人練習 紺野                 |
| 1月31日  | 第212回 | 個人練習 紺野 クロスステップ ポジショニング                        |
| 2月1日   | 第213回 | 個人練習 紺野 ハイボール対策 / 1.19 駒沢 Carezza戦                 |
| 2月2日   | 第214回 | 個人練習 藤本 ボールタッチ / 個人練習 吉澤                         |
| 2月3日   | 第215回 | 個人練習 吉澤 インステップ / 1.19 駒沢 Carezza戦                   |
| 2月6日   | 第216回 | 個人練習 吉澤・藤本 / 紅白戦 / 1.19 駒沢 カレッツァ戦              |
| 2月7日   | 第217回 | 1.19 駒沢 Carezza戦 前半 / ハーフタイム                            |
| 2月8日   | 第218回 | 1.19 駒沢 Carezza戦 後半                                           |
| 2月9日   | 第219回 | 1.19 駒沢 Carezza戦 PK戦                                           |
| 2月10日  | 第220回 | 1.19 駒沢 Carezza戦 PK戦 / 閉会式 / 紅白戦                         |
| 2月24日  | 第229回 | 十条FCとリベンジ戦へ                                               |
| 2月27日  | 第230回 | 十条FCからメッセージ                                               |
| 2月28日  | 第231回 | 十条FCからのメッセージを受けて / 課題は攻撃のバリエーション        |
| 3月1日   | 第232回 | 練習 ステップの強化 攻撃のバリエーション                           |
| 3月2日   | 第233回 | 紅白戦 / CKからの攻撃パターン / みうな誕生祝い                     |
| 3月8日   | 第237回 | 個人練習 吉・あ・里・み ディフェンス / 2.23 駒沢 開会式 / 南葛YJ戦 |
| 3月9日   | 第238回 | 2.23 駒沢 南葛YJ戦 / ミスマガジン戦 / TEAM dream戦 / 表彰式        |
| 3月15日  | 第242回 | 個人練習 辻 バックパス処理 ループシュート対策 CK対処               |
| 3月16日  | 第243回 | 斉藤 引退決意 / 個人練習 斉藤・辻 / 紅白戦 / 藤本誕生祝い          |
| 3月17日  | 第244回 | 紅白戦                                                             |
| 3月27日  | 第250回 | 3.19 SSA 公開練習 / 十条FC戦 前半                                  |
| 3月28日  | 第251回 | 3.19 SSA 十条FC戦 前半 / ハーフタイム / 後半                       |
| 3月29日  | 第252回 | 3.19 SSA 十条FC戦 後半 / 斉藤 引退セレモニー                       |
| 7月19日  | 不明    | 7.13 グットウィルカップ決勝大会 / ゴレイロ 紺野 最終章へ           |
| 7月20日  | 不明    | 7.13 グットウィルカップ決勝大会 / 紺野 涙のラストゲーム            |

### ラジオ
- 「ラブリー! ミラクル・フットサル」 『ドラマの風』内企画ハロー!プロジェクトラジオドラマ・大阪編（毎日放送ラジオ）（2005年12月25日）

主演:柴田あゆみ・吉澤ひとみ・斉藤瞳

### CM
- アディダスジャパン（2005 - 2006）店頭ポップ・公式サイト・フットサル雑誌広告
- すかいらーくグループ （2006 - ）企業広告テレビCM

## 書籍・CD・DVD
音楽ガッタス名義で発売されているものについては当該項目を参照。

### 書籍
- FootBall Nippon別冊企画Sals（2004年7月30日、講談社ムック）ISBN 978-4-06-179432-0
- FootBall Nippon別冊企画Sals2（DVD付）（2004年12月25日、講談社ムック）ISBN 978-4-06-179557-0
- FootBall Nippon別冊企画Sals3（DVD付）（2005年7月21日、講談社ムック）ISBN 978-4-06-179578-5
- スピリッツ オブ ガッタス -アイドルたちが素顔で語った「ゼロからのフットサル挑戦」の真実（2005年11月25日、講談社）ISBN 978-4-06-213222-0
- FootBall Nippon別冊企画Sals4（2005年12月15日、講談社ムック）ISBN 978-4-06-179583-9
- FootBall Nippon別冊企画Sals5（DVD付） （2006年8月11日、講談社ムック）ISBN 978-4-06-378812-9
- Kindai Lucha! 女子フットサル特集号（2006年11月5日、近代映画社）
- ポケットGatas（2006年11月20日、講談社α文庫） ISBN 978-4-06-281064-7
- みうなノート（2007年1月29日、講談社）ISBN 978-4-06-213878-9
- ポケットGatas The Dramatic Games Selection 2003-2007（2007年3月20日、講談社α文庫）ISBN 978-4-06-281095-1
- スピリッツ オブ ガッタス2007―フットサルに挑むアイドルたちが素顔で語った3年半の「青春」と「友情」の真実（2007年4月27日、講談社）ISBN 978-4-06-214006-5
- FootBall Nippon別冊企画Sals2008 （2008年1月26日、講談社）ISBN 978-4-06-378879-2

### 雑誌連載
- 100%ハロプロ（不定期）（週刊TVガイド、東京ニュース通信社）

### 新聞連載
- フットサル代表への道ASAREN めざせ! 11.16ハロプロスポーツフェスティバル（2003年9月20日 - 11月22日（計10回）、サンケイスポーツ）

### DVD
- 万才!フットサル（2005年9月14日、PICCOLO TOWN PKBP-5032）
  - フットサル宣言から第2回フジテレビ739カップまでのドキュメンタリー
  - ナレーション: 磯部弘、吉澤ひとみ
- スフィアリーグ公式フットサル基礎トレーニングDVD（2006年5月24日、hachama HKBN-10006）
  - ガッタスから吉澤ひとみと藤本美貴が出演

## リトルガッタス
Gatas Brilhantes H.P.のユースチーム。結成から2005年までは「ガッタスユース」の名称で活動していた。

### 略歴

#### 2004年
- 10月 ハロー!プロジェクト・キッズ15名とハロプロエッグ・フットサル研修生2名により結成した。
- 11月14日 「Hello! Project SPORTS FESTIVAL 2004」内にて初の紅白戦を行った。
- 12月5日 「Hello! Project SPORTS FESTIVAL 2004」内にて2回目の紅白戦を行った。

#### 2005年
- 春 数名がガッタスの練習に参加した。
- 10月2日 石村舞波が卒業した。

#### 2006年
- 2月 有原栞菜が加入し、リトルガッタスとして再出発した。
- 3月19日 「HELLO! PROJECT SPORTS FESTIVAL 2006」内にてFANTASISTAと対戦するも結果0-2で完敗した。
- 7月14日 「すかいらーくグループリーグ in お台場冒険王“真夏の女王”決定戦」にカントリー娘。とともにMIX GATASを結成して参加することが明らかになった。
- 8月11日 Sals5において田中杏里が学業専念のため活動休止中であることが明らかになった。
- 10月31日 村上愛がハロプロ脱退に伴い離脱した。

#### 2007年
- 4月23日 Gatas Brilhantes H.P.に清水佐紀、矢島舞美、須藤茉麻、鈴木愛理、中島早貴、夏焼雅、梅田えりか、徳永千奈美、武藤水華の加入が発表された。
- 5月12日 「第1回すかいらーくグループリーグ ガストステージ」にエキシビションマッチとして紅白戦（Berryz工房 0-0（PK 1-2） ℃-ute）を行った。また、この試合で活躍した岡井千聖がガッタスに昇格した。
- 12月27日 Gatas Brilhantes H.P.に萩原舞、有原栞菜の加入が発表された。

### メンバー
| 背番号                 | 背番号     | ポジション | 名前       | 所属             | 昇格 | 備考                                         |
| ---------------------- | ---------- | ---------- | ---------- | ---------------- | ---- | -------------------------------------------- |
| 結成                   | 2006年 2月 | ポジション | 名前       | 所属             | 昇格 | 備考                                         |
| 7                      | 1          | GK         | 須藤茉麻   | Berryz工房       | ○    |                                              |
| 13                     | 2          | FP         | 鈴木愛理   | ℃-ute            | ○    |                                              |
| 11                     | 3          | FP         | 中島早貴   | ℃-ute            | ○    |                                              |
| 1                      | 4          | FP         | 嗣永桃子   | Berryz工房       | ×    | ガッタスユースではGK                         |
| 4                      | 5          | FP         | 矢島舞美   | ℃-ute            | ○    | 副キャプテン（ガッタスユースではキャプテン） |
| 8                      | 7          | FP         | 夏焼雅     | Berryz工房       | ○    |                                              |
| 14                     | 8          | FP         | 岡井千聖   | ℃-ute            | ○    |                                              |
| 10                     | 9          | FP         | 熊井友理奈 | Berryz工房       | ×    |                                              |
| 15                     | 10         | FP         | 萩原舞     | ℃-ute            | ●    |                                              |
| 3                      | 11         | FP         | 清水佐紀   | Berryz工房       | ○    | キャプテン                                   |
| 2                      | 12         | GK         | 梅田えりか | 元℃-ute          | ○    | ガッタスユースではFP                         |
| ―                      | 13         | FP         | 有原栞菜   | 元℃-ute          | ●    |                                              |
| 5                      | 14         | FP         | 徳永千奈美 | Berryz工房       | ○    |                                              |
| 12                     | 15         | FP         | 菅谷梨沙子 | Berryz工房       | ×    |                                              |
| 16                     | 16         | FP         | 田中杏里   | ハロプロエッグ   | ×    | 学業専念のため活動休止中                     |
| 17                     | 17         | FP         | 武藤水華   | 元ハロプロエッグ | ○    |                                              |
| 過去に所属していた選手 |            |            |            |                  |      |                                              |
| 9                      | ―          | FP         | 石村舞波   | 元Berryz工房     | ×    | 結成 - 2005年10月2日まで在籍                 |
| 6                      | 6          | FP         | 村上愛     | 元℃-ute          | ×    | 結成 - 2006年10月31日まで在籍                |

※昇格：○は2007年4月に●は2007年12月にGatas Brilhantes H.P.に昇格

## MIX GATAS
リトルガッタスとカントリー娘。のメンバーの混合チームとして、2006年のすかいらーくグループリーグ in お台場冒険王“真夏の女王”決定戦に参戦。
Gatas Brilhantes H.P.の主要メンバーが「リボンの騎士 ザ・ミュージカル」に出演のため、このような構成での出場となった。
リトルガッタスのメンバーにとってHELLO! PROJECT SPORTS FESTIVAL以外での試合参戦はこれが初めて。

### 略歴
2006年
- 8月7日 すかいらーくグループリーグ in お台場冒険王“真夏の女王”決定戦の予選グループCがお台場冒険王冒険ランドすかいらーくスタジアムで行われ、ガッタスのライバルであるCarezzaに同点と善戦するも、1勝2敗1分で4位となり予選敗退となった。
- 8月22日 同大会の予選グループDが行われ、0勝2敗1分で5位となり予選敗退となった。

### メンバー
| 背番号 | ポジション | 名前       | 所属             | 備考       |
| ------ | ---------- | ---------- | ---------------- | ---------- |
| 1      | GK         | 須藤茉麻   | Berryz工房       |            |
| 3      | FP         | 中島早貴   | ℃-ute            |            |
| 4      | FP         | みうな     | 元カントリー娘。 | キャプテン |
| 5      | FP         | 矢島舞美   | ℃-ute            |            |
| 6      | FP         | 村上愛     | 元℃-ute          |            |
| 8      | FP         | あさみ     | 元カントリー娘。 |            |
| 10     | FP         | 清水佐紀   | Berryz工房       |            |
| 11     | FP         | 里田まい   | カントリー娘。   |            |
| 12     | GK         | 梅田えりか | 元℃-ute          |            |
| 14     | FP         | 徳永千奈美 | Berryz工房       |            |
| 15     | FP         | 武藤水華   | 元ハロプロエッグ |            |
| 16     | FP         | シンミン   | 元ハロプロ留学生 |            |

### 試合結果
- 8月7日 すかいらーくグループリーグ in お台場冒険王“真夏の女王”決定戦グループC
  - MIX GATAS 0-0 Carezza
  - MIX GATAS 0-2 ChakuchakuJ.B.
  - MIX GATAS 6-1 サンバガールズ 得点: あさみ3、みうな1、徳永1、武藤1
  - MIX GATAS 1-6 XANADU loves NHC 得点: オウンゴール1
- 8月22日 すかいらーくグループリーグ in お台場冒険王“真夏の女王”決定戦グループD
  - MIX GATAS 0-4 YOTSUYA CLOVERS
  - MIX GATAS 0-2 ミスマガジン
  - MIX GATAS 0-0 FANTASISTA